# Tettenweis
Tettenweis – miejscowość i gmina w Niemczech, w kraju związkowym Bawaria, w rejencji Dolna Bawaria, w regionie Donau-Wald, w powiecie Pasawa. Leży około 20 km na południowy zachód od Pasawy.